# أبقع (خيل)

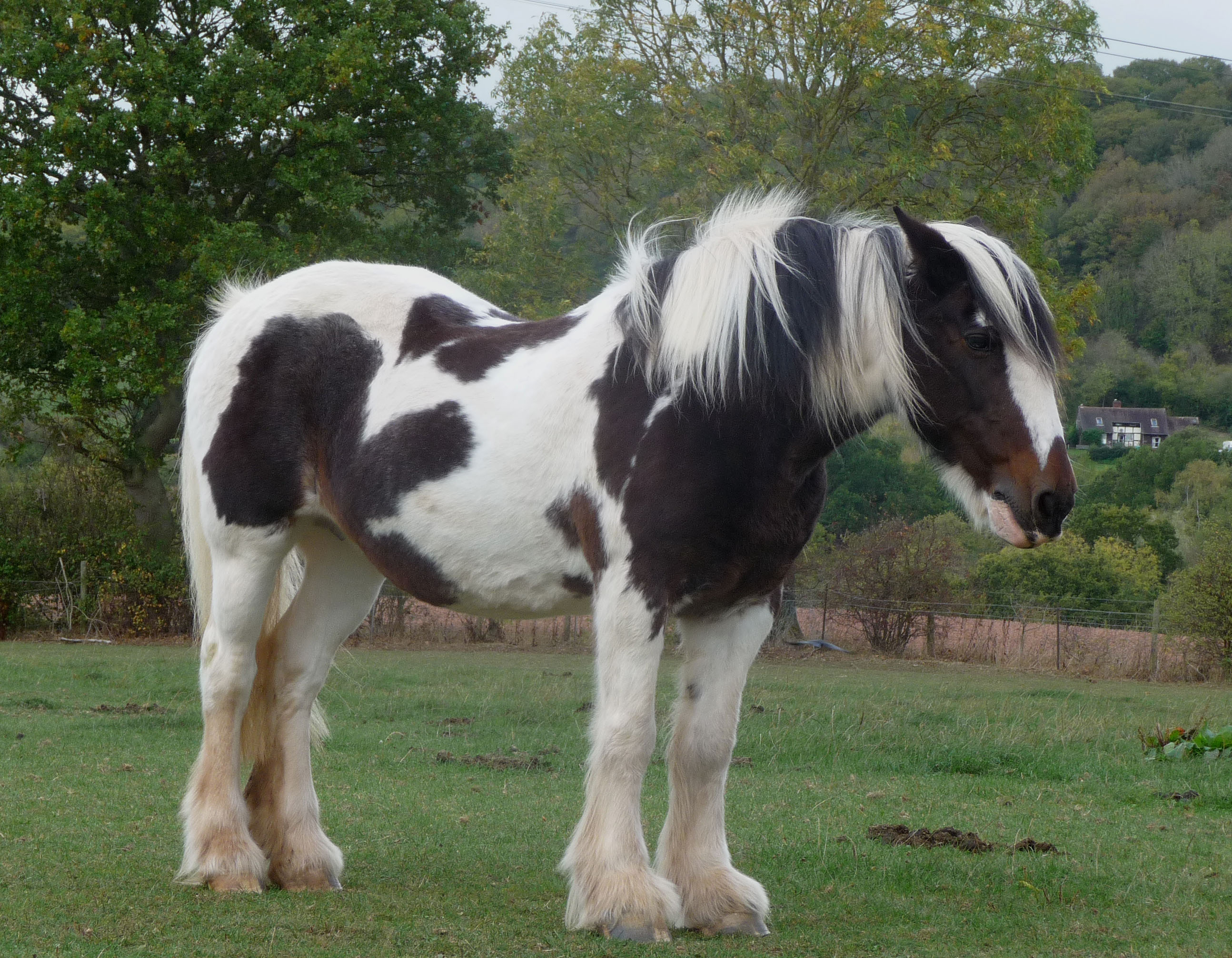
فرس ذو بقع بيضاء ولون آخر

يمتلك فرس أبقع لون كسوة [الإنجليزية] يتكون من بقع كبار عراض بيضاء مخالفة للونه. كانت الخيول البَقْعَاء موجودة منذ فترة وجيزة بعد تدجين الخيول.
يمكن العثور على الخيول البقعاء في سلالات مختلفة من الخيول، بما في ذلك على وجه الخصوص الفرس الأبقع الأمريكي [الإنجليزية]. تُدَوِّن سجلات السلالات اللونية [الإنجليزية] مثل الجمعية الأمريكية للخيول البقعاء [الإنجليزية] نَسَب الخيول البقعاء ونتائج عروضها، بغض النظر عن الأصول.
تختلف أنماط الخيول البقعاء مرئيًا ووراثيًا عن أنماط الخيول المنقطة التي تميز سلالات الخيول مثل أبالوزا. غالبًا ما يحرص المربون الذين ينتقون الألوان على عدم مزاوجة النمطين، وغالبًا ما ترفض السجلات التي تتضمن تفضيلات الألوان المحددة تسجيل الخيول التي تظهر خصائص النمط "الخاطئ".

## أنواع الخيول البقعاء حسب اللون الأساسي
- أبلق (Piebald): أي نمط أبقع على كسوة أساسية سوداء، وبالتالي فرس مبقع بالأبيض والأسود.
- أبقع مخالف (Skewbald): أي نمط أبقع على أي كسوة أساسية غير الأسود؛ حيث أن الأشقر والكُمَيْت هما أكثر ألوان الكسوة الأساسية شيوعًا، فإن الخيول البقعاء المخالفة غالبًا ما تكون شقراء وبيضاء أو كميت وبيضاء. في وقت ما، ربما كان المصطلح ينطبق بشكل أكثر تحديدًا على خيول بقعاء ذات المظهر البني، لكنه اليوم يشمل أي لون آخر غير الأسود.
- ثلاثي الألوان (Tricolored): فرس له ثلاثة ألوان، عادة كميت (بني وأسود) وأبيض. يُعتبر عادةً نوعًا من أنواع الفرس الأبقع المخالف.